# Aenicteria termiticola
Aenicteria termiticola är en fjärilsart som beskrevs av Turner 1926. Aenicteria termiticola ingår i släktet Aenicteria och familjen signalmalar. Inga underarter finns listade i Catalogue of Life.